# Asociación Paraguaya de Fútbol
Asociación Paraguaya de Fútbol (APF) är Paraguays fotbollsförbund. Förbundet är medlem av Conmebol sedan 1921 och Fifa sedan 1925. Förbundet grundades den 18 juni 1906 som Liga Paraguaya de Football Association. 1998 bytte man till Asociación Paraguaya de Fútbol. Förbundet ansvarar för Primera División (högsta fotbollsligan), samt Paraguays herr- och damlandslag i fotboll.